# Simpsorama
«Simpsorama» (укр. «Сімпсорама») — шоста серія двадцять шостого сезону мультсеріалу «Сімпсони», прем'єра якої відбулась 9 листопада 2014 року у США на телеканалі «Fox».
Серія є офіційним кросовером мультсеріалів «Сімпсони» і «Футурама», обидва які створені Меттом Ґрюйнінґом.

## Сюжет
За вказівкою директора Скіннера учні Спрінґфілдської початкової школи закладають що-небудь у Спрінґфілдську капсулу часу, яка повинна пролежати до XXXI століття. Хуліган Барт Сімпсон закладає туди недоїдений гамбургер, в який сякається, а Мілгаус кладе туди свою щасливу кролячу лапку. Капсулу закопуєть в центрі міста, при цьому виявляється, що вона буде лежати в калюжі з радіоактивними відходами.
Того ж вечора, під час сильної грози, у двір до Сімпсонів падає Бендер. Він проникає в підвал їхнього будинку, де знайомиться з Гомером і Бартом. Батько сімейства негайно запрошує робота до своїх друзів у таверну Мо. Згодом у боулінгу, Гомер пропонує Бендеру дружити, на що той погоджується.
Однак, Ліса не вірить, що цей робот прибув з майбутнього, і для встановлення істини відводить його до професора Фрінка. Той виявляє, що в голові Бендера знаходиться диск із завданням, яке він повинен виконати в минулому, але про який він забув. Після перезавантаження робот згадує: він прийшов сюди, щоб убити Гомера Сімпсона. Бендер готується до вбивства, але Гомер нагадує йому, що вони — друзі, і робот зупиняється. Однак з Бендером з майбутнього зв'язуються екіпаж «Міжпланетного Експреса». З їхніх промов стає ясно: в їх час бешкетують якісь кролики-мутанти, які мають ДНК Гомера Сімпсона. Щоб врятувати життя у XXXI столітті, треба вбити Гомера у минулому, XXI столітті. Зрозумівши, що Бендер провалив завдання, в лабораторію професора Фрінка негайно переправляються Ліла, Фрай і Г'юберт Фарнсворт, готові до вбивства. Подолавши напад люті, професори вирішують спробувати знайти наукове ненасильницьке вирішення проблеми.
Тим часом Гомер, Ліла, Бендер і Фрай відправляються вивчати життя XXI століття. Гомер приводить їх до себе додому, де знайомить їх з Мардж. Незабаром професори видають результат: кролики-монстри успадкували від Гомера лише половину ДНК, тому можна помилувати його, але знайти і вбити «того іншого». «Іншою» виявляється Мардж Сімпсон, але її теж можна залишити в живих, якщо вбити того з її трьох дітей, хто породив кроликів-вбивць. Одразу ж Бендер проєктує через голограму присутнім екстрений випуск новин з майбутнього — мутанти почали видозмінюватися, і тепер вони схожі на ящіркоподобніх істот із зовнішністю, голосом і звичками Барта.
Виявляється, це пов'язано зі шмарклями Барта, клітини з яких мутували під впливом ядерних відходів, з'єдналися з клітинами кролячої лапки Мілгауса, розмножилися і вирвалися на свободу. Таким чином є безкровний вихід: відкопати назад капсулу часу. Всі прибувають до місця її закладення, починають її витягувати, але в цей момент всіх з майбутнього і сім'ю Сімпсонів закидає у 3014 рік, де мутанти пошкодили генератор, який живить машину часу.
Тим часом 2014 року залишаються лише Бендер і Меґґі. Потім згодом вони їдуть на Спрінґфілдський іподром, де Бендер (зі знаннями майбутнього) робить ставку на скачки.
3014 року Гомер і Фрай намагаються полагодити генератор, Ліса збирає всіх Бартів-мутантів в будівлі Медісон-к'юб-Гарден. Всіх зібраних там чудовиськ корабель «Міжпланетного експресу» викидає в космос.
Після прильоту генератор машини часу лагодять, і Сімпсони повертаються у свій час. Однак Бендер не може вирушити у свій час, оскільки сам є порталом, тому він просто заводить собі будильник на тисячу років і відключається. Гомер відносить нерухоме тіло до свого підвалу.
У фінальній сцені Медісон-к'юб-Гарден із Бартами-мутантами приземляється на Омікроні Персей 8, що засмучує Нднд. Лрр просить гостей Канга і Кодос Джонсонів (того, хто жінка) заспокоїти її, на що обидві згоджуються…
У сцені під час титрів показано заставку у стилі «Футурами» з мешканцями Спрінґфілда, під час якої Гомер співає пародію на початкову тему «Футурами».

## Виробництво
Вперше епізод був анонсований у липні 2013 року, через два дні після того, як було оголошено про кросовер між «Сім'янином» та «Сімпсонами» — «The Simpsons Guy». Спочатку його планували випустити як фінал 25-го сезону або прем'єру 26-го.
У вересні 2014 року в інтерв'ю «Entertainment Weekly» щодо серії, творець обох мультсеріалів Метт Грюйнінг сказав: «Було дуже важко домовитися, тому що я повинен був поговорити сам із собою». Виконавчий продюсер Ел Джін додав:
|  | Їх [«Футураму»] знято з етеру, тому я думав, що людям справді сподобається, якби ми мали ще один шанс побачити цих персонажів… Ми завжди шукаємо речі, сумісні з нами, і я подумав: «Ну, а що більше сумісного?» Ми насправді жартуємо над тим, як схожі Бендер і Гомер. Мовляв, вони просто стерли волосся Гомеру. |

У серії було показано, що Канг і Кодос — лесбійська пара. Ел Джін сказав: «Люди запитують: чи є цей епізод канонічним? І я відповідаю: „Чи дійсно Гомер впав зі скелі і весь цей час — лише жив уві сні?“… Так, звичайно! Вони — Канг і Кодос Джонсони. Вони є парою лесбійок за своїм видом. Вони, здавалося, були одружені».
Кілька учасників акторського складу та знімальної групи брали участь в обох шоу, зокрема Тресс Мак-Нілл та Моріс Ламарш в ролі різних персонажів, і Ден Кастелланета, який озвучував Робота-Диявола. Джон ДіМаджіо і Біллі Вест раніше виконували ролі Бендера і Зойдберґа відповідно у грі «The Simpsons Game». Також Вест озвучив Бендера у серії «Future-Drama».
Деякі сцени були створені за мотивами коміксу «Futurama/Simpsons Infininity Secret Crossover Crisis».

## Цікаві факти і культурні відсилання
- У відповідь на знак в серії, який свідчить про те, що Ральф Віггам помер 2017 року, Ел Джін сказав, що це відсилається до епізоду «Holidays of Future Passed», де Ральфа клонували, а його дурість призводила до смерті і його клонів в аваріях[3].
  - Серія також була написана Дж. Стюарт Бернсом, який водночас, був давнім сценаристом «Футурами».

## Ставлення критиків і глядачів
Під час прем'єри серію переглянули 6,7 млн осіб з рейтингом 3.0, що зробило її найпопулярнішим шоу на каналі «Fox» тієї ночі.
Зак Хендлен і Денніс Перкінс з «The A.V. Club» дали серії оцінку B-, сказавши, що «серія засмутила мене, хоча і не була несамовитим», проте, водночас, «були кілька хороших гегів… всі вони надавали епізоду здоровий глузд. Але наявність сенсу не є чимось необхідним».
Макс Ніколсон з «IGN» сказав, що «основна сюжетна лінія епізоду дещо зів'яло, особливо в порівнянні більш епічності сюжетними лініями „Футурами“… мала довжина серії (22 хвилини) вплинула на те, що в майбутньому Сімпсони проводять занадто мало екранного часу, а деякі відомі персонажі „Футурами“ зовсім не з'являються».
2019 року видання «Screen Rant» назвало серію найкращою 26 сезону.
Згідно з голосуванням на сайті The NoHomers Club більшість фанатів оцінили серію на 4/5 із середньою оцінкою 3,55/5.